# Amanda Kerfstedt
Hilda Augusta Amanda Kerfstedt, née Hallström le 5 juin 1835 à Eskilstuna et morte le 10 avril 1920 à Stockholm, est une femme de lettres, dramaturge et traductrice suédoise ayant produit essentiellement des romans, des nouvelles et des pièces de théâtre, mais aussi des livres pour enfants, des critiques et des articles.

## Œuvre
- Vid vägkanten : berättelser och skizzer, Stockholm, Björck. 1880-1883.
- Synd : noveller av det moderna genombrottets kvinnor ; publié dans la revue Finsk en 1881 ; réédition : Stockholm, Ordfront, 1993  (ISBN 91-7324-425-2).
- Kärlek och andra berättelser, Stockholm, Beijer, 1885.
- Eva : berättelse, Stockholm, Hæggström, 1888.
- I vind och motvind : noveller och utkast, Stockholm, Beijer, 1889.
- Holger Vide : roman, Stockholm, Geber, 1893.
- Bränningar : verklighetsbilder, Stockholm, Geber, 1899.
- Reflexer: roman, Stockholm, Idun, 1901 ; réédition : Hägersten, Rosenlarv, 2010  (ISBN 978-91-977935-4-4).
- Åtta dagars skilsmässa, Stockholm, 1908.
- Maja : en kärlekshistoria från en romantisk tid, Stockholm, Geber, 1916.